# Wang Shun
Wang Shun (em chinês:  汪顺; Ningbo, 11 de fevereiro de 1994) é um nadador chinês.

## Carreira
Wang competiu nos Jogos Olímpicos de 2016, conquistando a medalha de prata nos duzentos metros medley. Obteve o ouro na mesma prova em Tóquio 2020.